# Danny Welbeck
Daniel Nii Tackie Mensah "Danny" Welbeck (nascut el 26 de novembre de 1990) és un futbolista anglès que juga pel Brighton & Hove Albion Football Club i l'equip nacional d'Anglaterra. És un davanter que també es pot utilitzar com a extrem.